# Clarice Lispectorová
Clarice Lispectorová (10. prosince 1920, Čečelnyk – 9. prosince 1977, Rio de Janeiro) byla brazilská spisovatelka a novinářka židovského původu narozená na území dnešní Ukrajiny. Její povídky a romány byly povětšinou psychologické, psala ale i literaturu pro děti.

## Život
Narodila se v typickém ukrajinském štetlu. Ten se během občanské války stal obětí pogromu, během nějž byla její matka znásilněna. To rodinu přimělo k emigraci, nejprve do Rumunska a následně, roku 1922, v Clariciných dvou letech, do Brazílie. Rodina se usadila nejprve v malém městečku Maceió a později v Recife. Roku 1930, v Clariciných devíti letech, její matka zemřela. V roce 1933, tedy ve třinácti letech, se Clarice pod silným dojmem z četby knihy Hermanna Hesseho Stepní vlk rozhodla, že bude spisovatelkou.
Roku 1935 se rodina přestěhovala do Rio de Janeira. Zde Clarice vystudovala práva na univerzitě. Ve dvaceti, roku 1940, publikovala první literární text, povídku Triunfo v časopise Pan. V tom roce zemřel i její otec. Ještě na univerzitě se Clarice začala živit jako novinářka, nejprve v tiskové agentuře Agência Nacional a poté v deníku A Noite. Zlomovým se pro ni stal rok 1943. Tehdy získala brazilské občanství a vzápětí se vdala za diplomata Maury Gurgela Valenteho. Ve stejném roce také vydala, tedy ve svých 23 letech, první román. A hned šlo o velký úspěch – kniha Perto do Coração Selvagem (Blízko divokého srdce (1973), přel. Pavla Lidmilová) patří dodnes k jejím nejznámějším. Forma silně introspektivního vnitřního monologu hrdinky kritiku zaujala. Začala Lispectorovou okamžitě přirovnávat k Virginii Woolfové a Jamesi Joyceovi.
V roce 1944 začala Clarice cestovat spolu s manželem po jeho diplomatických misích. Nejprve šlo o Neapol, kde ale zpočátku pracovala především v nemocnici, v níž pečovala o zraněné brazilské vojáky, kteří se vylodili při spojenecké invazi. V Neapoli napsala také svůj druhý román O Lustre. Vyšel roku 1946. Ve stejném roce byl její muž převelen na velvyslanectví do švýcarského Bernu. Chladnější mentalita Švýcarů ji příliš nevyhovovala, ale napsala v Bernu třetí, velmi snový, román A cidade sitiada. Ten však u kritiky propadl. V letech 1950-1951 její muž působil v Londýně a od roku 1952 ve Washingtonu. Diplomatický svět však Clarice stále více frustroval. Chyběla jí též rodina a Brazílie.
Roku 1959 tak manžela opustila a vrátila se do Rio de Janeira. Zde záhy vydala novou knihu povídek Laços de família, která zaznamenala úspěch, největší od prvotiny. V roce 1964 vydala další úspěšnou knihu – A paixão segundo G.H. Příběh bohaté ženy, která v pokoji pro služku zažije mystickou vizi. Knihou se definitivně vrátila na brazilské literární nebe, avšak záhy, v roce 1966, se přihodila tragická událost – usnula s cigaretou v posteli, která vzplála a ona utrpěla značné popáleniny. Přežila, ale následující desetiletí prožila v bolestech. Přesto nadále tvořila. Nově i knihy pro děti – rok po své nehodě vydala první z nich, O Mistério do coelho pensante, příhody "přemýšlivého králíka". Ve stejném roce začala psát sloupky do novin Jornal do Brasil. Přinesly jí značnou popularitu a posmrtně vyšly v souboru A Descoberta do mundo. V roce 1968 podpořila protesty proti brazilské vojenské diktatuře. Ve stejném roce se vrátila k próze pro dospělé. Avšak opravdovým comebackem byla až kniha Água Viva, jež vyšla roku 1973. Lispectorová ji tvořila s velkými obtížemi, i kvůli zdravotním problémům. Avšak kritika ji označila za její dílo vrcholné. Ve stejném roce však byla vyhozena z Jornal do Brasil a ocitla se ve finančních problémech. Ty se snažila vyřešit rychlým psaním nových textů, což nebylo zcela šťastné, a také překládáním – přeložila v té době do portugalštiny řadu děl Agathy Christie, Oscara Wildea a Edgara Allana Poea. Její poslední knihou vydanou za jejího života byl román A Hora da estrela, v němž se pro sebe velmi neobvykle a jemně dotkla i tématu židovství. Posmrtně vyšel ještě román Um Sopro de Vida a několik souborů povídek, pohádek a publicistiky.